# (6911) Nancygreen
(6911) Nancygreen (1991 GN) – planetoida z pasa głównego asteroid okrążająca Słońce w ciągu 2,69 lat w średniej odległości 1,93 j.a. Odkryta 10 kwietnia 1991 roku.